# 멕시코 음반 영상 제작 협회
멕시코음반영상제작협회(Asociación Mexicana de Productores de Fonogramas y Videogramas, AMPROFON)는 멕시코 음반 회사들과 다국적 기업들이 통합해 만든 비영리 단체이다. 1963년 4월 3일 설립되었으며, 멕시코 음반 산업의 70%가 넘는 회사들이 참여하고 있는 동업자 조합이다. AMPROFON는 국제음반산업협회(IFPI)의 준회원이다.

## 역사
이 단체는 1963년 4월 3일 Phonographic Discs Producers (AMPRODISC)라는 이름으로 설립되었다. 목적은 음반 제작자들의 권익을 보호하는 대표 시민단체를 만드는 것이었다. 아래는 초창기 협회에 참가했던 회사들이다.
- Compañía Importadora de Discos, S.A.
- CBS de Mexico, S.A.
- Discos Mexicanos, S.A.
- Fábrica de Discos Peerless, S.A.
- GAMMA, S.A.
- Panamericana de Discos, S.A.
- RCA Victor Mexicana, S.A.

1971년 7월 26일 뮤직 비디오를 중간에 끼워 Mexican Phonogram Producers Association (Asociación Mexicana de Productores de Fonogramas)로 이름을 바꿨고, 1990년 5월 3일, 현재의 이름인 멕시코음반영상제작협회 (Asociación Mexicana de Productores de Fonogramas)로 바뀌었다.

## 판매량 인증
멕시코에서 발매된 음악 인증은 AMPROFON에서 한다.
| 포맷                     | 기준    | 기준     | 기준       | 기준                                |
| 포맷                     | 골드    | 플래티넘 | 다이아몬드 | 비고                                |
| ------------------------ | ------- | -------- | ---------- | ----------------------------------- |
| 음반                     | 30,000  | 60,000   | 300,000    | 2009년 7월 1일 이후                 |
| 음반                     | 40,000  | 80,000   | 400,000    | 2008년 1월 1일부터 2009년 6월 30일  |
| 음반                     | 50,000  | 100,000  | 500,000    | 2003년 7월 1일부터 2007년 12월 31일 |
| 음반                     | 75,000  | 150,000  | 500,000    | 2000년 1월 1일부터 2003년 6월 30일  |
| 음반                     | 75,000  | 150,000  | 1,000,000  | 1999년 1월 1일부터 1999년 12월 31일 |
| 음반                     | 100,000 | 250,000  | 1,000,000  | 1998년 12월 31일까지                |
| 디지털 음반              | 5,000   | 10,000   |            |                                     |
| 디지털 음반 (Pre-loaded) | 50,000  | 100,000  | 400,000    | 2008년 1월 1일 이후                 |
| 디지털 음반 (Pre-loaded) | 50,000  | 100,000  | 500,000    | 2008년 5월 31일까지                 |
| 디지털 트랙              | 30,000  | 60,000   | 300,000    | 2010년 9월 1일 이후                 |
| 디지털 트랙              | 1,500   | 3,000    |            | 2010년 8월 31일까지                 |
| 디지털 트랙 (Pre-loaded) | 50,000  | 100,000  | 500,000    | 2010년 8월 31일까지                 |
| 음악 DVD                 | 10,000  | 20,000   |            |                                     |
| 뮤직 비디오 (Pre-loaded) | 50,000  | 100,000  | 500,000    |                                     |
| 벨소리                   | 40,000  | 80,000   | 400,000    |                                     |

## 음악 차트
- 탑 100 멕시코 앨범 차트
- 스페인 앨범 차트
- 대중 음악 앨범 차트
- 인디 앨범 차트
- 국제 앨범 차트

## 같이 보기
- 모니터 라디오